# Paul Wauwermans
Pour les articles homonymes, voir Wauwermans.
Paul Wauwermans (20 novembre 1861 - 18 octobre 1941) fut un homme politique bruxellois, membre du parti catholique.
Il fut docteur en droit, conseiller communal, échevin de Bruxelles (1921). Il fut élu député de l'arrondissement de Bruxelles (1906-35).

## Sources
- 1918-1940: Middenstandsbeweging en beleid in Belgie, Peter Heyman, Univ.Pers, Leuven, 1998